# Staatsbesuch von Erich Honecker in den Niederlanden

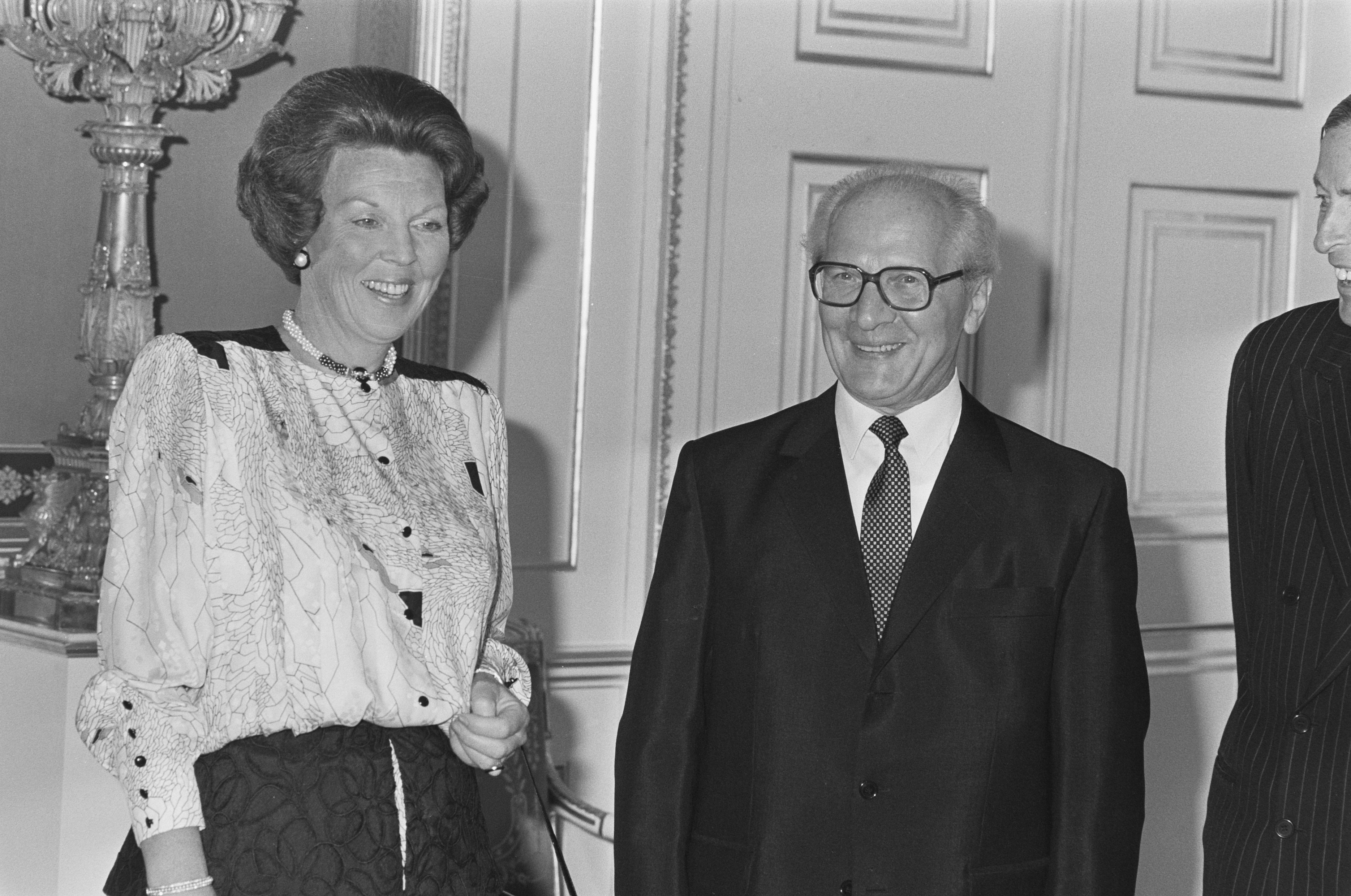
Königin Beatrix und Erich Honecker

Der Staatsbesuch von Erich Honecker in den Niederlanden fand vom 3. bis 5. Juni 1987 statt.

## Vorgeschichte
Die Niederlande hatten im Januar 1973 diplomatische Beziehungen zur DDR aufgenommen, bald nach dem deutsch-deutschen Grundlagenvertrag. Zwischen beiden Ländern gab es gute wirtschaftliche Kontakte.
In den Niederlanden gab es einzelne Organisationen, die sich für gute Beziehungen zur DDR einsetzten, vor allem die Vereinigung DDR-Niederlande. Die Einstellung zur DDR war geteilt, bei vielen galt sie als Unrechtsstaat mit politischer Unterdrückung, bei einigen anderen gab es idealisierende Vorstellungen vom antifaschistischen Staat, der eine sozialistische Gesellschaft aufbauen möchte. Auch einige Vertretern von Kirchengemeinden bemühten sich um Kontakte in die DDR. Für die meisten DDR-Bürger waren die Niederlande ein geographisch entferntes Land, dessen Sprache sie nicht verstanden und zu dem sie keine weitere Beziehung hatten.
Erich Honecker hatte bereits die NATO-Länder Italien (1984) und Griechenland (1985) besucht, der lange geplante Besuch in der Bundesrepublik Deutschland war für den September 1987 vereinbart.
Erich Honecker war 1934 einige Wochen in Amsterdam in der Illegalität gewesen und hatte deshalb eine besondere emotionale Beziehung zu dem Land. Die Städte Scheveningen und Delft wurden wahrscheinlich bewusst in das Besuchsprogramm aufgenommen, da er dort auch gewesen war.

## Mitglieder der DDR-Delegation
- Erich Honecker, Vorsitzender des Staatsrates
- Günter Mittag, Stellvertreter des Vorsitzenden des Staatsrates
- Oskar Fischer, Außenminister
- Gerhard Beil, Minister für Außenhandel
- Frank-Joachim Herrmann, Leiter der Kanzlei des Vorsitzenden des Staatsrates
- Wolfgang Strohmeyer, Botschafter der DDR in den Niederlanden

## Verlauf
3. Juni

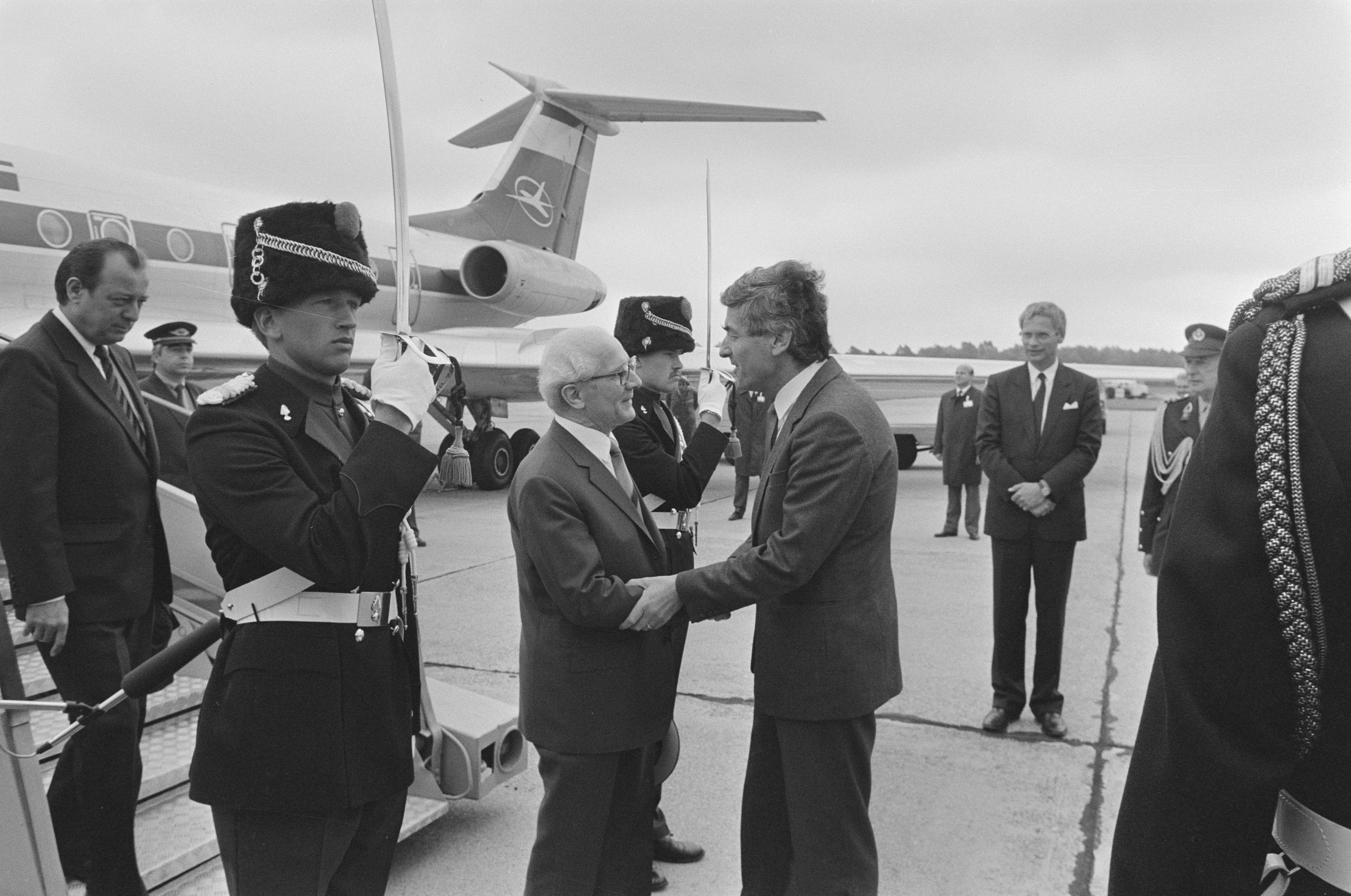
Empfang durch Ministerpräsident Ruud Lubbers

Am Vormittag des 3. Juni wurde Erich Honecker mit seiner Begleitung auf dem Flughafen Rotterdam von Ministerpräsident Ruud Lubbers und weiteren Vertretern mit militärischen Ehren empfangen. Danach fuhren sie in ihre Residenz, das Kurhaushotel in Scheveningen.
Am Nachmittag gab es ein Gespräch mit Ministerpräsident Lubbers in dessen Amtssitz in Den Haag. Am Mittwochabend war die Delegation im niederländischen Parlament zu Gast.
4. Juni
Am Vormittag des 4. Juni besuchte die Delegation Delft, die Partnerstadt von Freiberg in Sachsen. Dort wurden sie vom Bürgermeister empfangen und besuchten das Fayencemuseum.
Danach traf Erich Honecker erstmals mit Königin Beatrix in Den Haag zusammen. Er führte weitere Gespräche mit Ministerpräsident Lubbers sowie mit Politikern der oppositionellen Partei der Arbeit der Niederlande. In seiner Residenz, dem Kurhaushotel in Scheveningen, empfing Erich Honecker Vertreter der Vereinigung Niederlande-DDR und die Vorsitzende der Kommunistischen Partei Ina Brouwer.
5. Juni

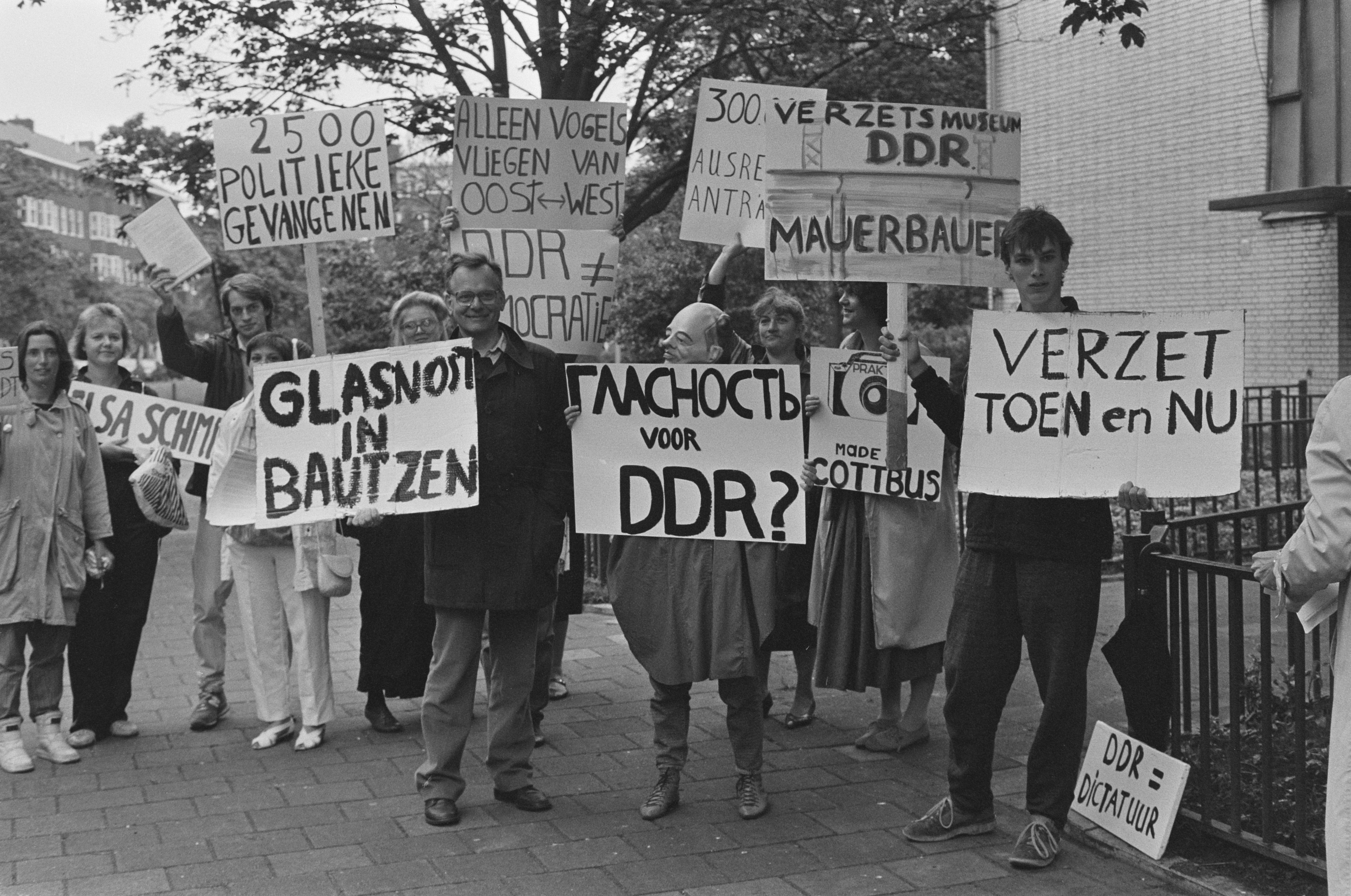
Demonstration vor dem Widerstandsmuseum in Amsterdam

Am Vormittag des 5. Juni gab es ein weiteres Gespräch zwischen Erich Honecker und Königin Beatrix in Den Haag.
Danach fuhr die Delegation nach Amsterdam. Dort wurde sie von Bürgermeister Ed van Thijn empfangen und führte Gespräche mit weiteren Persönlichkeiten. Danach zeigte der Bürgermeister den Gästen bei einer Fahrt durch die Grachten die Stadt.
Anschließend besuchte die Delegation das Widerstandsmuseum in Amsterdam. Vor dem Gebäude hatten sich Demonstranten versammelt, die auf Transparenten gegen die politische Haft in der DDR protestierten. Im Museum traf Erich Honecker auch alte Kampfgefährten von 1934. Die Delegation besuchte auch das Rijksmuseum, wo sie die Gemälde von Rembrandt besonders interessierte.
Am Nachmittag wurde die DDR-Delegation vom niederländischen Außenminister Hans van den Broek und weiteren Persönlichkeiten auf dem Flughafen Amsterdam verabschiedet.

## Fazit
Die Gespräche in den Niederlanden verliefen in einer entspannten Atmosphäre. Erich Honecker betonte immer wieder seine Zugehörigkeit zu den sozialistischen Staaten, warb aber mehrfach um stärkere Schritte zur militärischen Entspannung durch die NATO.
Die niederländischen Gesprächspartner würdigten wiederholt seinen Kampf gegen das NS-Regime in Deutschland in den 1930er Jahren, unter dem das Land nach der Besetzung litt.